# Scinax kennedyi
Scinax kennedyi és una espècie de granota que es troba a Colòmbia i Veneçuela.